# Bracisepalum
Bracisepalum es un género que tiene asignada dos especies de orquídeas epífitas. Son originarias de las Célebes.

## Descripción
Es un género de planta epífita muy rara en la naturaleza.

## Taxonomía
El género fue descrito por Johannes Jacobus Smith y publicado en Botanische Jahrbücher für Systematik, Pflanzengeschichte und Pflanzengeographie 65: 464. 1933.

## Especies
- Bracisepalum densiflorum de Vogel  (1983)
- Bracisepalum selebicum J.J.Sm.